# سوزان باير (موظفة مدنية)
سوزان باير (بالإنجليزية: Susan Baer)‏ هي موظفة مدنية أمريكية، ولدت في 25 أغسطس 1950 في ألينتاون في الولايات المتحدة، وتوفيت في 9 أغسطس 2016.